# Sno
Sno (georgiska: სნო)  är en ort i Georgien. Den ligger i den nordöstra delen av landet, 152 km norr om huvudstaden Tbilisi, i distriktet Qazbegi och regionen Mtscheta-Mtianeti. Sno ligger 1 776 meter över havet och antalet invånare är 263. Byn är känd för sina stenskulpturer av kända georgiska poeter, författare och kungar.

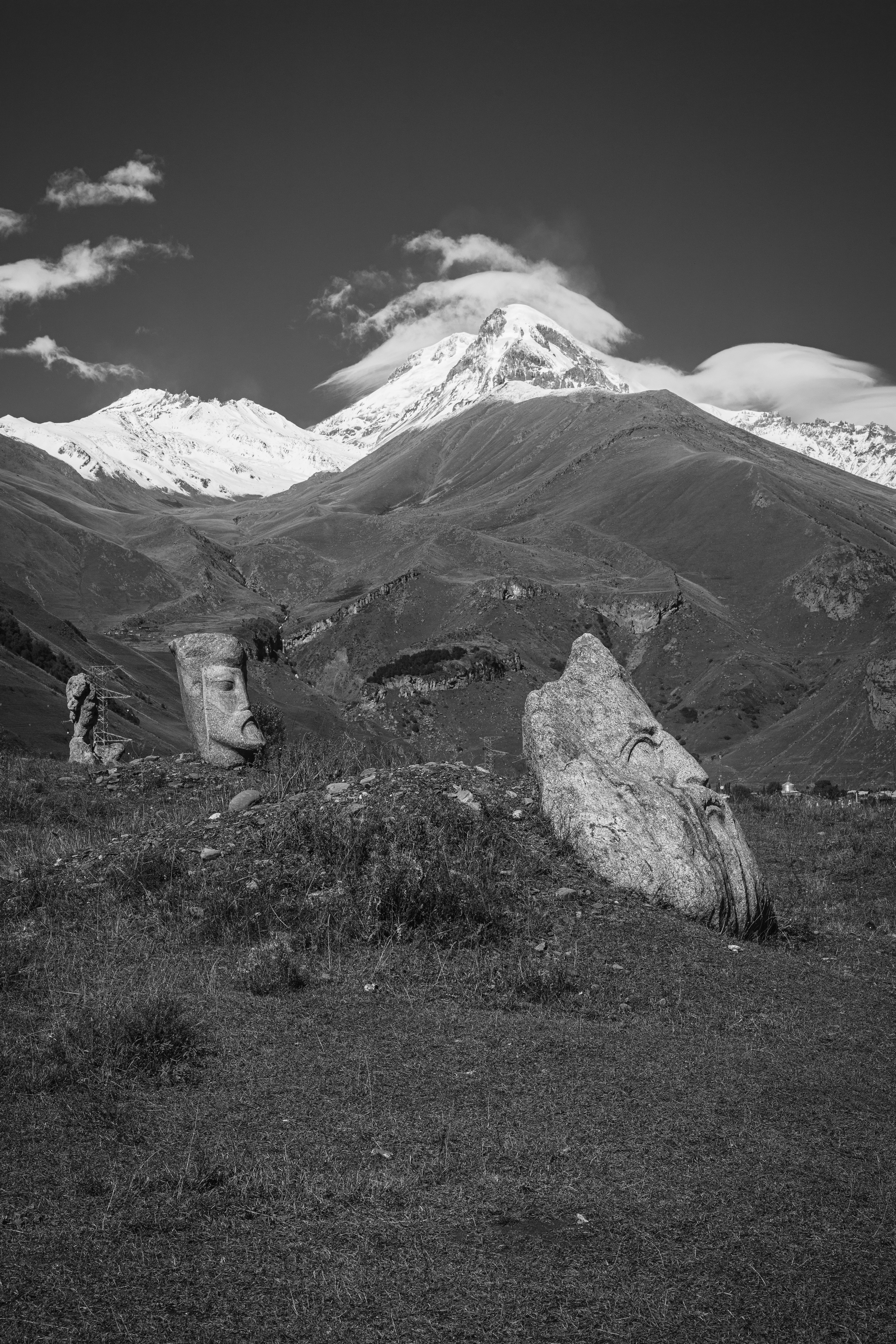
Stenskulpturer i Sno